# Cavafilter

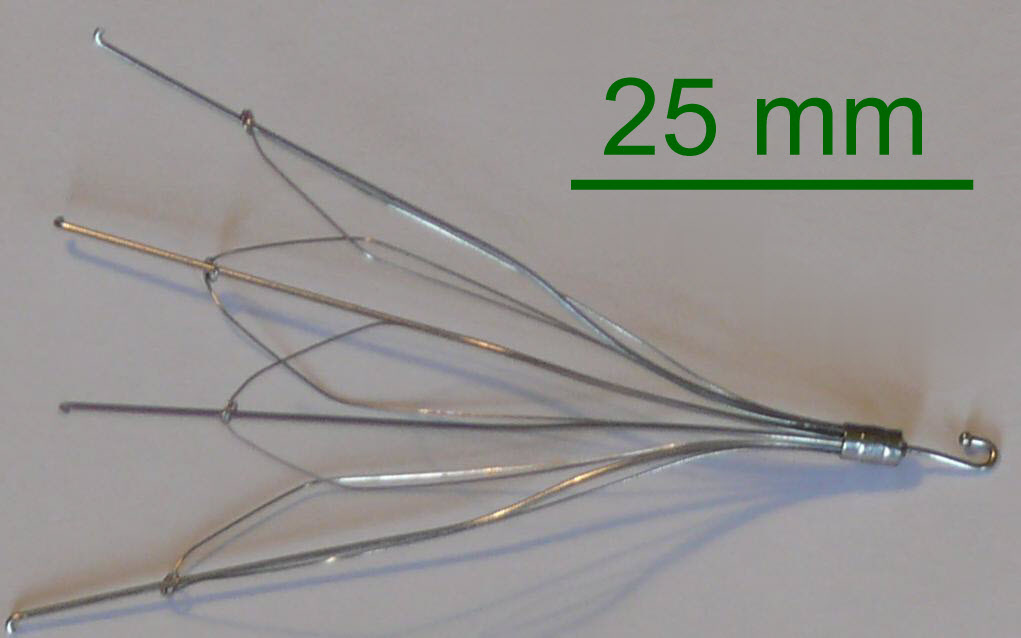
Vena-Cava-Filter (Günther-Tulip-Filter)

Cavafilter (auch Vena-Cava-Filter) sind feine selbstexpandierbare und selbstfixierende Metallkonstruktionen, um Blutgerinnsel an ungefährlicherer Stelle in der unteren Hohlvene (Vena cava inferior) aufzufangen. Blutgerinnsel können durch Wanderung aus den Venen der unteren Körperhälfte in die Lungenstrombahn gelangen (Lungenembolie) und zu einem akuten tödlichen Rechtsherzversagen führen. 
Cavafilter sind in der Regel keine primäre Technik zur Prävention von Lungenembolien, sondern dann sinnvoll, wenn es trotz ausreichender medikamentöser Antikoagulation zum Lungenembolierezidiv kommt oder wenn bei schwerer Lungenembolie eine Antikoagulation kontraindiziert ist. Cavafilter werden in der Regel in der Vena cava inferior unterhalb der Niere platziert, seltener oberhalb dieser und am seltensten in der oberen Hohlvene. Sie bieten allerdings keinen absoluten Schutz vor Lungenembolien.
Es gibt heute permanente und wieder entfernbare (optionale) Filter. Die Implantation von Cavafiltern erfolgte ursprünglich operativ (Mobin-Uddin-Filter 1967, Kim-Ray-Greenfield-Filter 1973), später perkutan ohne Operation in örtlicher Betäubung über eine Vene der Leiste oder des Halses (Simon-Nitinol-Filter 1977, Bird’s nest filter 1980, Basket-Filter 1985, LGM-Filter). 
Aufgrund der Ergebnisse der PREPIC-Studie (Decousus et al. 2005), die auf die längerfristigen Probleme der chronisch venösen Insuffizienz bei Cavafiltern hinwiesen, wurde der Trend zu entfernbaren Filtern gestärkt. Nachdem früher ein Zeitfenster von 14 Tagen angenommen wurde, hat sich die Filter-Entfernung auch nach längerer Zeit als möglich erwiesen. Nach dem ersten wieder entfernbaren Filter (Günther-Tulip-Filter 1992) folgten weitere wie Recovery-Filter, OptEase-Filter, ALN-Filter und Celect-Filter. Derartige Filter lassen sich auch nach längerer Zeit aus der unteren Hohlvene ohne Operation in örtlicher Betäubung wieder entfernen, wenn sie frei von größeren Blutgerinnseln und nicht zu fest in die Cavawand eingewachsen sind.